# Agripina de Mineo
Santa Agripina de Roma (o de Mineo) (forma femenina de Agripa, que significa «señor del campo», aunque otra versión le atribuye «nacido de parto difícil»). Fue una Virgen y mártir cristiana muerta por el castigo del azote en el siglo III, por órdenes del emperador romano Valeriano. Se desconoce gran parte de su vida.
Al morir sus restos mortales fueron recogidos por tres mujeres piadosas, llevándolos a Mineo, Sicilia donde obró multitud de milagros, lo que expandió su devoción. 